# Moustache en brosse à dents
Une moustache en brosse à dents est un style de moustache qui présente une ressemblance avec une brosse à dents du fait de sa taille. Une fois rasée sur les bords, en préservant les trois à cinq centimètres au-dessus du centre de la lèvre supérieure, la moustache est brossée verticalement.

## Historique
Ce style est populaire aux États-Unis à la fin du XIXe siècle, puis se répand en Allemagne et ailleurs, pour atteindre un sommet de popularité dans les années de l'entre-deux-guerres, avant de devenir démodé après la Seconde Guerre mondiale en raison de son association à Adolf Hitler. Son succès en Allemagne est à mettre en relation avec l'obligation faite aux soldats de la première guerre mondiale de tailler leur moustache de cette façon pour porter le masque à gaz[réf. nécessaire]. Hitler portera cette moustache pour envoyer un signal aux anciens combattants et aux revanchards allemands. En Bavière, durant les années 1920, ce type de moustache est désigné par le sobriquet de « Rotzbremse » (frein à morve) ou de « Chaplinbart » (poils à Chaplin). En France, notamment, elle a également été appelée « moustache en timbre-poste ».
Les acteurs Charlie Chaplin (il s'agissait d'un postiche pour l'acteur britannique, la moustache étant surtout celle de son personnage Charlot) et Oliver Hardy, les producteurs et animateurs Walt Disney et Max Fleischer sont aussi connus pour avoir porté ce style de moustache ainsi que le joueur de basket-ball Michael Jordan (durant une courte période) et, de façon très fine, le dictateur zimbabwéen Robert Mugabe.
Selon le journaliste  Nicolas Ragonneau, auteur du Proustographe, une biographie de l'écrivain français Marcel Proust, celui-ci a souvent changé de style de moustaches et il a porté après 1918, une moustache en brosse à dents.

Quelques photos de porteurs célèbres de la moustache en brosse à dents
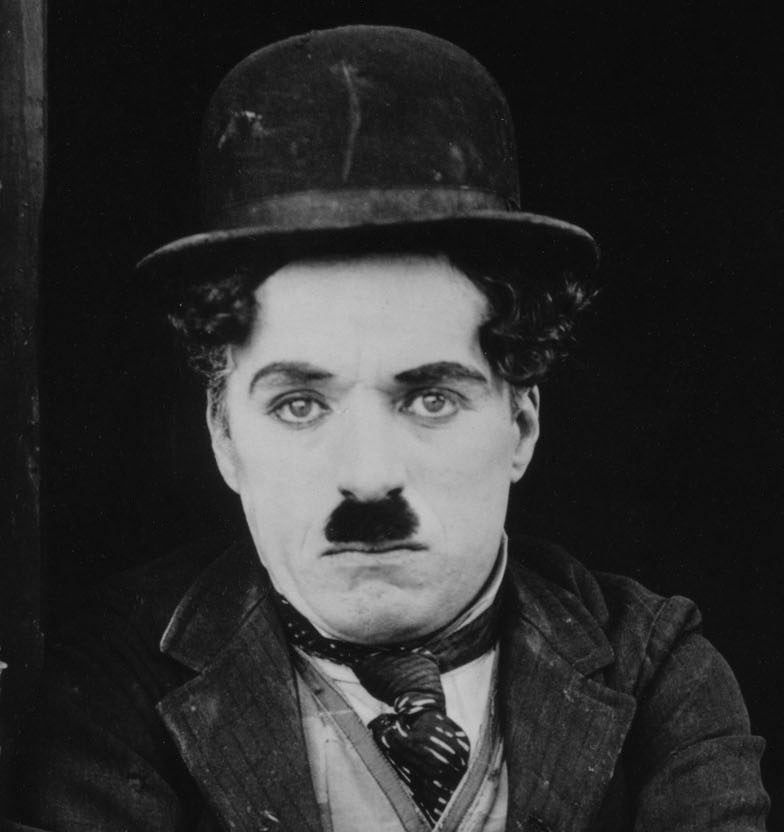
Charlie Chaplin, (dans le rôle de Charlot)
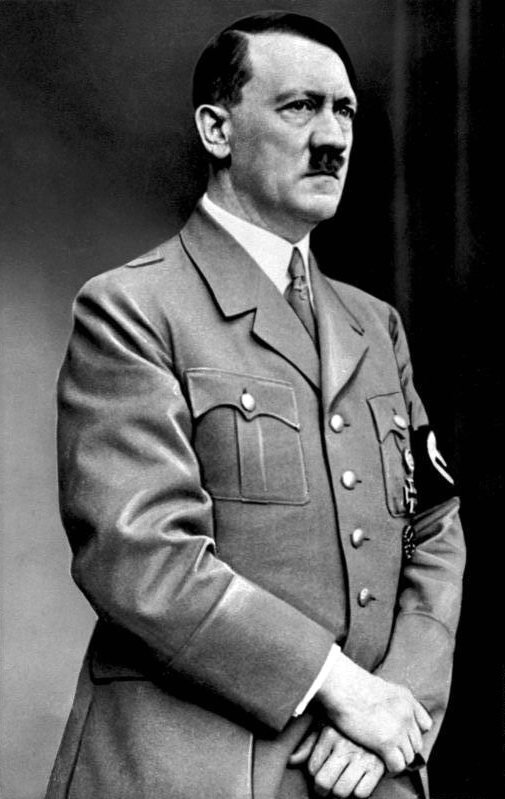
Adolf Hitler.
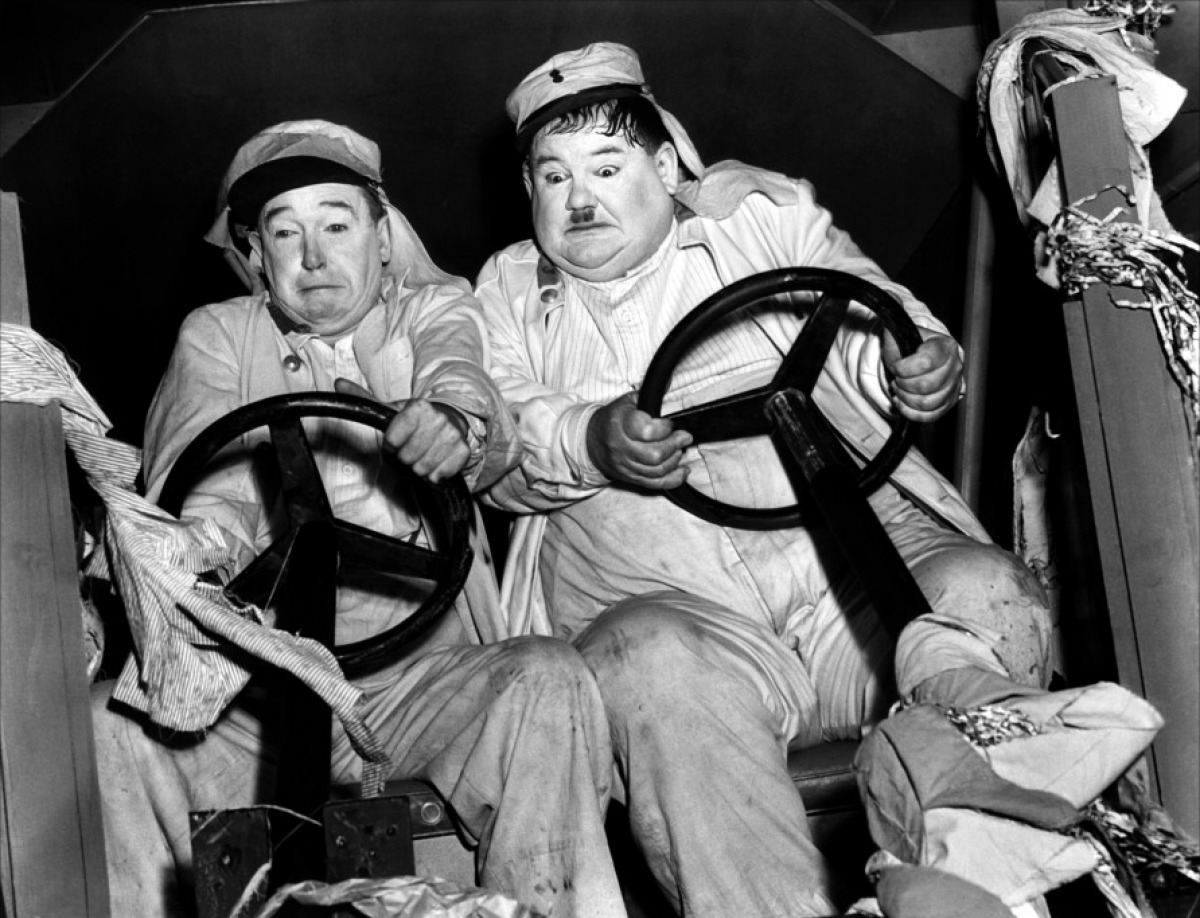
Oliver Hardy (droite).
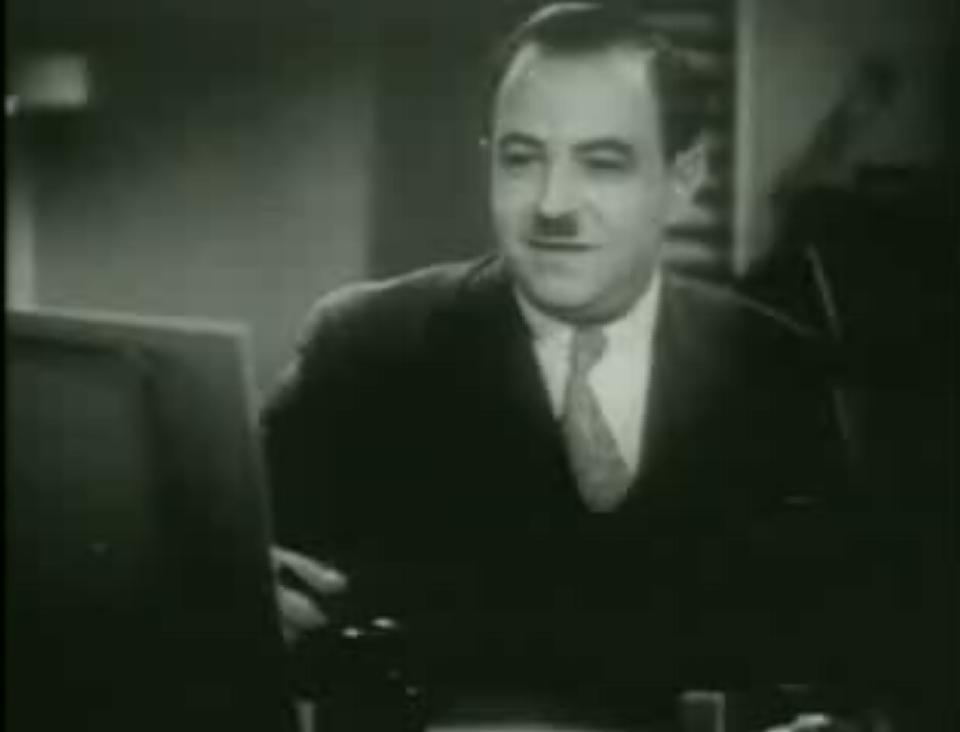
Max Fleischer.
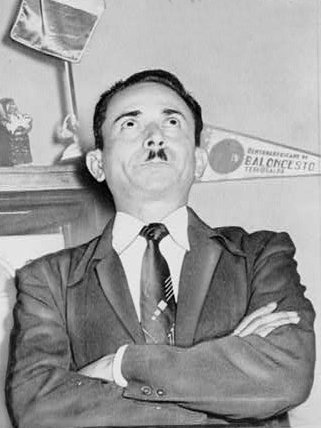
Carlos Castillo Armas.
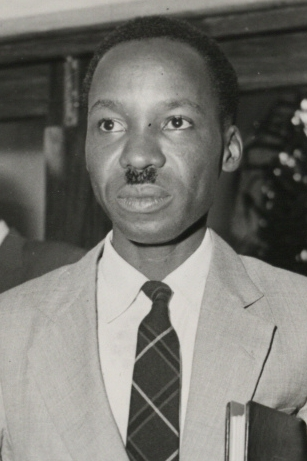
Julius Nyerere.
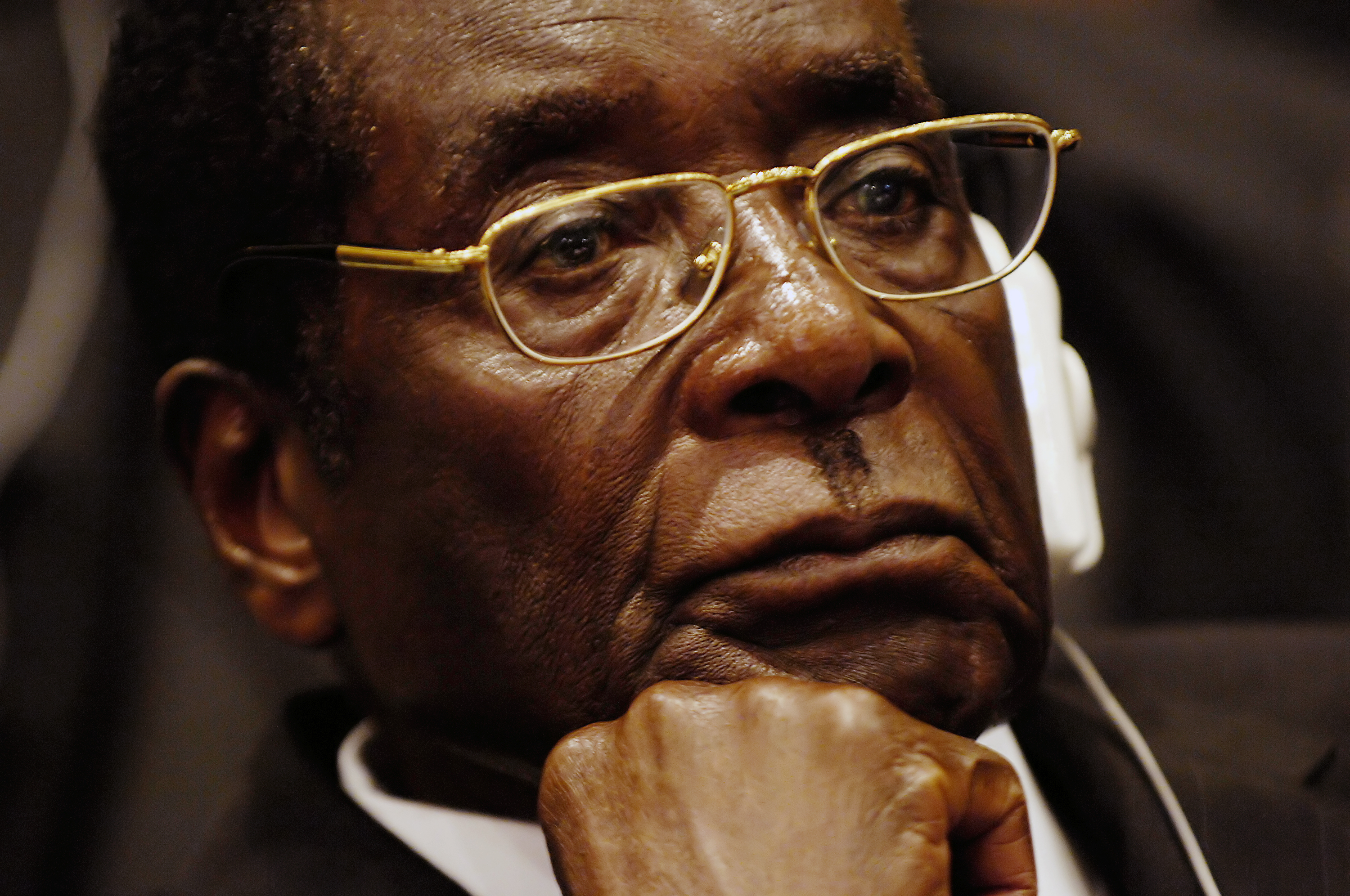
Robert Mugabe dans une version qui se limite au philtrum.

## Dans la bande dessinée
Albert Algoud, auteur du Dictionnaire amoureux de Tintin, précise dans son ouvrage que la moustache en brosse à dents se retrouve chez de nombreux personnages de l'univers de Tintin, dont notamment les policiers Dupond et Dupont, Igor Wagner (l’accompagnateur de la cantatrice Bianca Castafiore), Dawson et Gibbons (dans Le Lotus bleu), le policier japonais Bunji Kuraki (dans Le Crabe aux pinces d'or), etc.

### Vidéo
- [vidéo] « Chaplin mettant et enlevant sa moustache » sur le site charliechaplin.com